# Kirsàlovo
Kirsàlovo (en rus: Кирсалово) és un poble (una possiólok) de l'óblast de Rostov, a Rússia, segons el cens rus del 2010 tenia 104 habitants. Pertany al districte de Proletarsk.